# 三月一日鎮 (巴拉圭)
三月一日鎮（西班牙語：Primero de Marzo），是巴拉圭的城鎮，位於該國中部，由科迪勒拉省負責管轄，始建於1955年6月23日，面積159平方公里，海拔高度64米，2002年人口6,099，人口密度每平方公里38人。
25°09′00″S 56°55′00″W / 25.15000°S 56.91667°W